# Facharzt für Anatomie
Facharzt für Anatomie, auch Anatom/Anatomin, ist in Deutschland die offizielle Bezeichnung für einen Facharzt, der sich auf die ärztliche Tätigkeit im Gebiet Anatomie spezialisiert hat. 

## Gebiet Anatomie
Das Gebiet Anatomie umfasst nach der Definition der Weiterbildungsordnung für Ärztinnen und Ärzte die Lehre und Forschung vom normalen Bau und Zustand des Körpers mit seinen Zellen, Geweben und Organen einschließlich systematischer, topographischer und klinisch-funktioneller Aspekte sowie der Embryologie.

## Facharzt-Weiterbildung
Um in Deutschland als Facharzt für Anatomie tätig werden zu können, muss nach dem Abschluss eines Medizinstudiums und erteilter Approbation als Arzt eine mindestens 48 Monate umfassende Weiterbildung im Gebiet Anatomie mit Erfolg absolviert worden sein. Die Berechtigung zur Führung einer Facharzt- oder Zusatzbezeichnung wird nach einer mündlichen Prüfung von der zuständigen Landesärztekammer erteilt.
Die Weiterbildung muss an zugelassenen Weiterbildungsstätten absolviert werden: mindestens
- 48 Monate Anatomie, davon können zum Kompetenzerwerb 
  - bis zu 12 Monate Weiterbildung in anderen Gebieten erfolgen.

Bei der Anmeldung zur Weiterbildungsprüfung müssen der zuständigen Ärztekammer sämtliche Nachweise über die erfüllten Mindestanforderungen vorgelegt werden. Dazu gehören auch die Logbuch-Dokumentationen über alle durch die MWBO vorgegebenen Inhalte der Weiterbildung. Zur Weiterbildungsprüfung muss man darlegen, dass man über die entsprechenden Kenntnisse, Erfahrungen und Fertigkeiten im Fach verfügt.

### Inhalte der Weiterbildung
Zur Weiterbildungsprüfung muss dargelegt werden können, dass man Kenntnisse, Erfahrungen und Fertigkeiten unter anderem in folgenden Bereichen erlangt hat:
- Grundlagen der Humangenetik, Pathologie, Paläontologie, Anthropologie und Rechtsmedizin
- Häufige Krankheitsbilder und klinische Fragestellungen aus anatomischer Sicht
- Mitwirkung bei klinisch-anatomischen Fort- und Weiterbildungskursen
- Bildgebende diagnostische Verfahren z. B. Sonographie, Röntgen, CT, MRT, PET
- Beurteilung bilddiagnostisch dargestellter anatomischer Strukturen, z. B. der Röntgenanatomie
- Körperspendewesen
- Herstellung, Montage und Pflege von anatomischen Sammlungspräparaten und deren Demonstration
- Embryonale Anatomie
- Mikroskopische Anatomie: Grundlagen der Histologie Präparationstechniken, z. B. Fixations-, Schnitt- und Färbetechniken, sowie Präparationsmethoden
- Makroskopische Anatomie
- Zell- und molekularbiologische Methoden und Techniken sowie Morphometrie, Gewebezüchtung und experimentelle Zytologie

Die Inhalte der Musterweiterbildungsordnung sind allerdings nur eine Empfehlung für die rechtsverbindlichen Weiterbildungsordnungen der Landesärztekammern, die hiervon abweichende Regelungen treffen können.